# Raimondo di Baux
Raimondo I Ugo de Baux (1193 – estate 1236) è stato un visconte di Marsiglia, figlio di Bertrando II de Baux, signore di Marignane, Istres, Berre e  Meyrargues, e di Etiennette de Baux, era nipote di Ugone de Baux, visconte di Marsiglia e signore di Les Baux, e di Guglielmo, principe d’Orange, fratelli di suo padre Bertrando.

## Biografia
Appartenente alla Casa dei Baux, sposa nel 1209 Alasacia di Marsiglia, figlia di Ugo Goffredo, visconte di Marsiglia, titolo di cui egli eredita di diritto da sua moglie.
Visconte di Marsiglia sotto il titolo di Raimondo IV, avrebbe avuto quattro figli :
- Bertrando (1213-1266), signore di Meyrargues e visconte di Marsiglia sotto il titolo di Bertrando IV
- Guglielmo (1225-1265), signore di Istres, di Berre e di Lançon,
- Gilberto (1222-1277), signore di Marignane e di Saint-Jean-de-la-Salle,
- Raimondo (1225-1258).